# Balassagyarmat címere

Balassagyarmat város címere

Balassagyarmat címere 1969 és 1996 kötött

Balassagyarmat címere a város egyik jelképe. 

## Története
A címer legkorábbról az 1900-as évek elejéről maradt több épület homlokzatán, abból az időszakból, amikor a városban tömeges építkezés kezdődött. Ezen a címeren is megfigyelhető volt az ezüst pólya, az ezüst bástya és a címeren a sisak. 1969-ben  - több magyar városhoz hasonlóan, a szocializmus jegyében - Balassagyarmaton is megváltoztatták a címert. A korábbiból csak a pajzsot tartották meg, és a már arany színű bástya föle felhelyezték a vörös csillagot. Ez a címer 1996-ig volt használatos, amikor a városi önkormányzat megalkotta a városi jelképekről és azok használatáról szóló rendeletet. Ezt a címer a város névadójának, a Balassa család egykori címerét figyelembe véve készítették.

## Leírása
A címer alapja csúcsos talpú, álló pajzs kék mezejében zöld talajon háromormos (tíz téglasorból álló) ezüstbástya áll, ami Gyarmat várát jelképezi. A  talajt az Ipolyt szimbolizáló ezüst pólya választja ketté. A pajzson jobbra fordult, 
nyitott sisak, a tetején koronával nyugszik, a koronán egy jobbra fordult, kiterjesztett szárnyú ezüst sas áll. A pajzs alatt arany szalagon a "CIVITAS FORTISSIMA * BALASSAGYARMAT" szöveg olvasható.
A címerben szereplő színek:
- arany
- ezüst
- cinóbervörös
- ultramarinkék
- világoszöld

A címerben és a zászlóban is szereplő ezüst és ultramarinkék a város hagyományos színei.

## Galéria

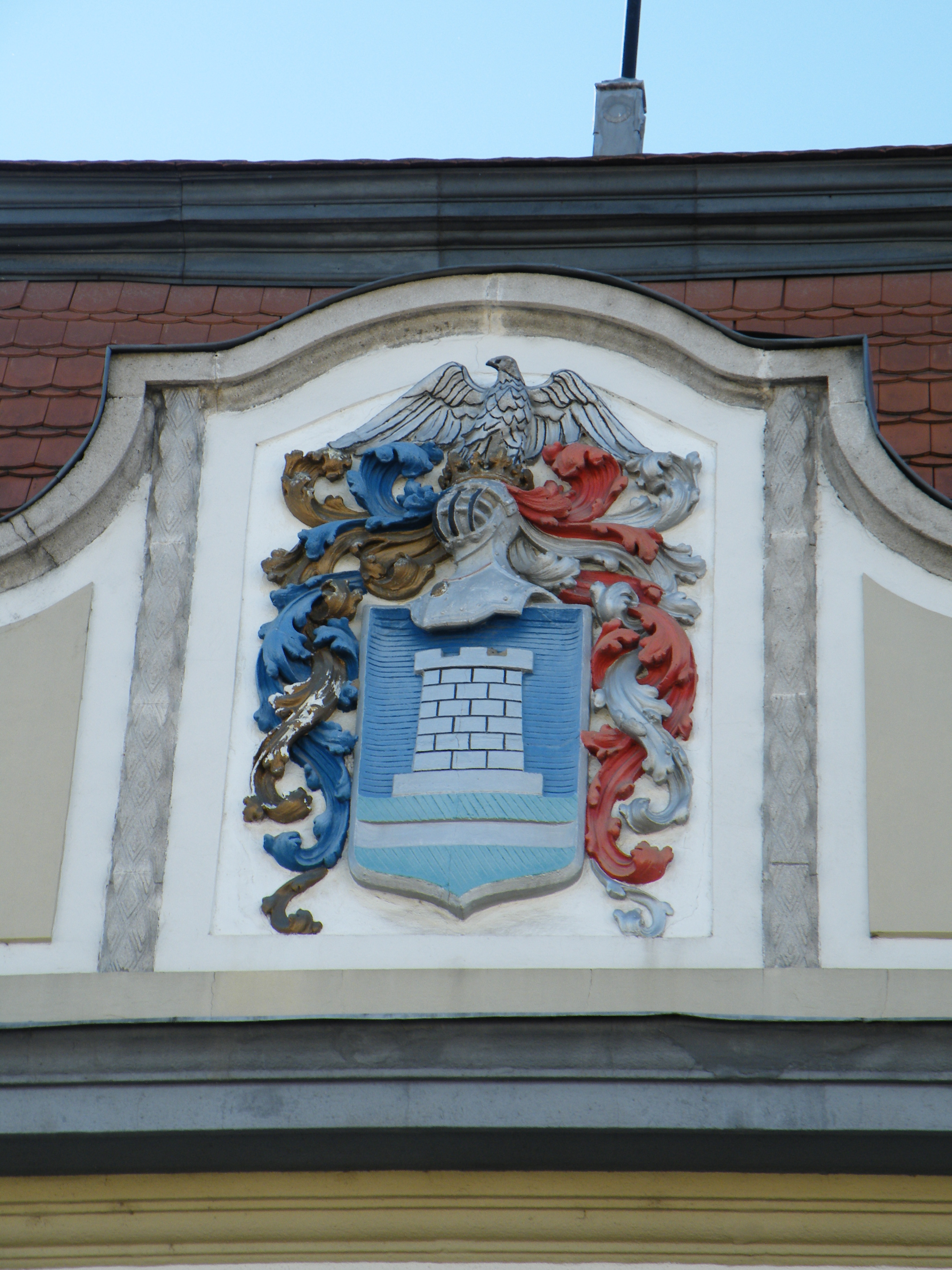
Címer a Városháza homlokzatán
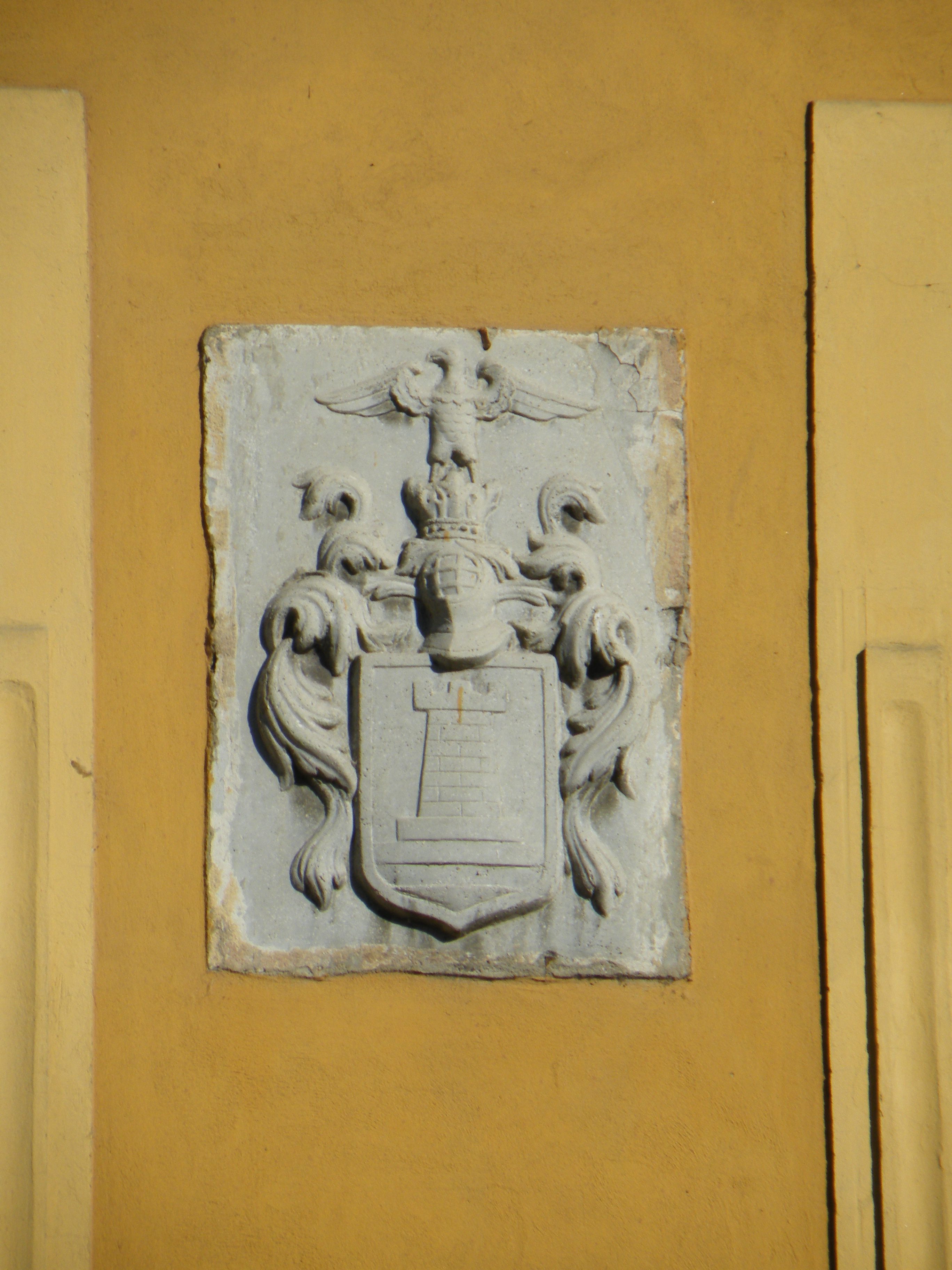
Címer az Egészségház homlokzatán
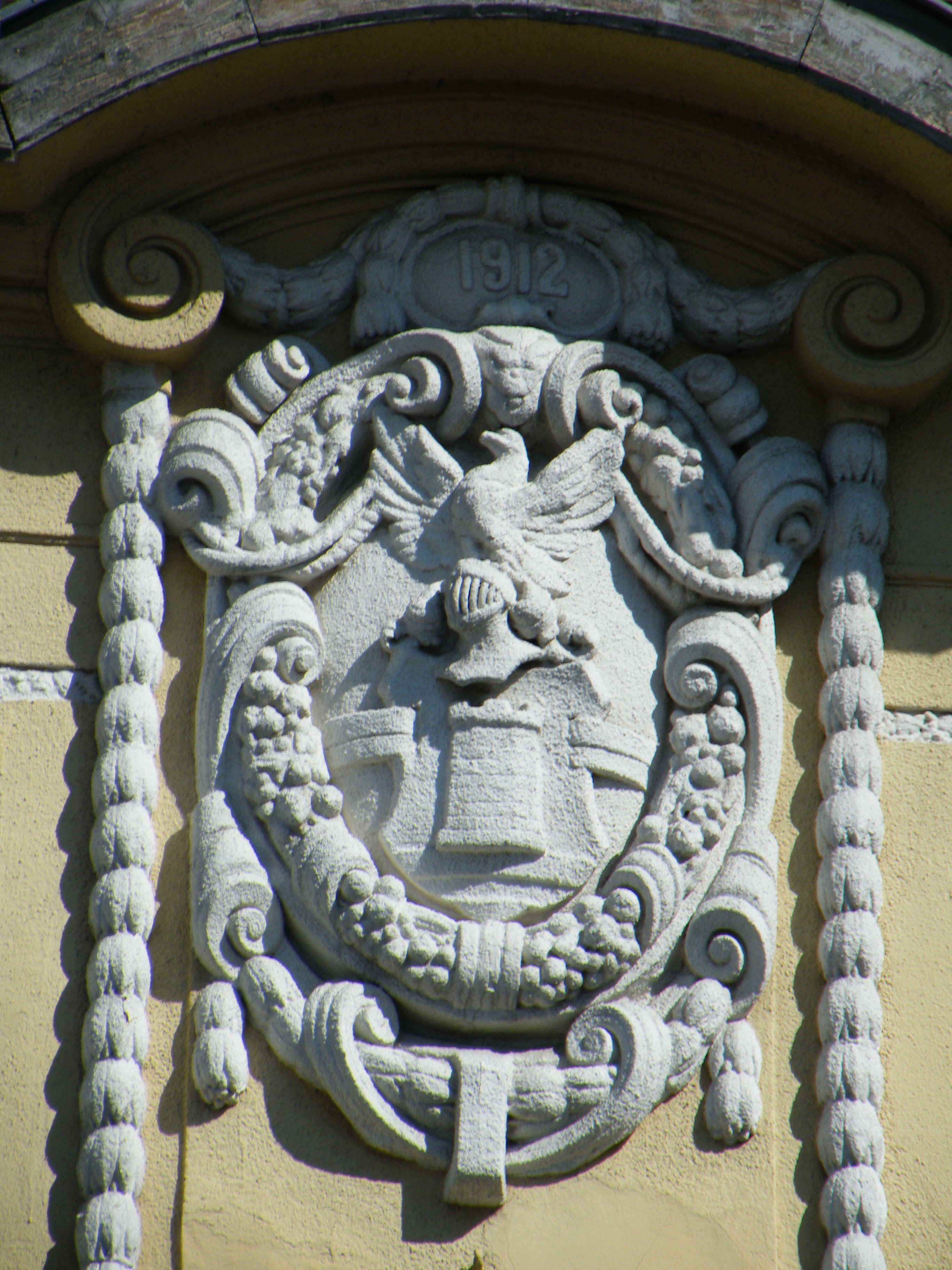
Címer a Pénzügyi palota homlokzatán